# 安住忠治
安住 忠治（あずみ ちゅうじ、1878年〈明治11年〉8月24日） - 没年不明）は、日本の政治家。

## 経歴
鳥取県八頭郡那岐村大字奥本（現・智頭町）出身。安住房五郎の長男。小学校を卒業する。農業を営む。
収入役に選ばれる。1917年、村会議員に当選する。1918年、助役となる。1919年、郡会議員に選出、同時に参事会員となる。
有限責任那岐信用購買販売組合理事である。

## 人物
那岐村に於ける有力家である。1922年に刊行された『八頭鳥取地価表 弐百円以上』によると、地価所有高は「1460円64銭」である。趣味は政治、植林。住所は鳥取県八頭郡那岐村大字奥本。

## 家族・親族
安住家
- 父・房五郎[2] - 1912年に刊行された『五百円以上所有者地価表姓名録 因幡の巻』によると、地価所有高は「1349円57銭」である[5]。
- 妻・たき（1879年 - ?、智頭町、米井豊次郎の二女）[2]
- 長男[2]
- 二男[2]
- 三男・千秋（1910年 - ?、薬学博士、神戸女子薬科大学教授）[6]
  - 同妻[6]
  - 同養子[6]
  - 同長女[6]

親戚
- 安住政吉（農業、那岐村会議員）[2]